# Florida (Chili)
Pour les articles homonymes, voir Florida.
Florida est une ville et une commune du Chili faisant partie de la province de Concepción, elle-même rattachée à la région du Biobío.

## Géographie

### Situation
Le territoire de la commune de Florida se situe dans les collines la Cordillère de la Côte culminant à environ 500 m d'altitude. La forêt couvre la moitié de la surface. La commune est située à 417 km à vol d'oiseau au sud-sud-ouest de la capitale Santiago et à 34 km à l'est de Concepción capitale de la Région du Biobío.

### Démographie
En 2012, la population de la commune s'élevait à 9 117 habitants. La superficie de la commune est de 609 km2 (densité de 15 hab./km2). la population est majoritairement rurale. La population urbaine se concentre dans le chef lieu Florida et le village de Copiulemu ,.

## Historique
En 1755 l'agglomération de San Antonio de la Florida est créée par Antonio de Seravia pour exploiter une mine d'or qui a depuis été abandonnée.

Position de Florida (en rouge) au sein de la Région du Biobío.